# بشیر جمیل
بَشیر جُمَیِّل (به عربی: بشير الجميل) (به انگلیسی: Bashir Gemayel) (زاده ۱۰ نوامبر ۱۹۴۷ در بیروت – ۱۴ سپتامبر ۱۹۸۲ در بیروت) رئیس‌جمهور منتخب لبنان، رهبر شبه‌نظامیان مسیحی مارونی و رهبر حزب فالانژ لبنان (معروف به کتائب) بود. او نوهٔ امین بشیر جمیل بود.
وی پسر پیر جمیل، بنیان‌گذار حزب فالانژ لبنان بود. حزب فالانژ نقش مهمی را در دهه‌های ۱۹۷۰ و ۱۹۸۰ میلادی و در طول جنگ داخلی لبنان ایفا کرد. این حزب هم‌پیمان راهبردی اسرائیل به شمار می‌رفت و برای به قدرت رساندن مسیحیان مارونی در لبنان و بیرون راندن سازمان آزادی‌بخش فلسطین از لبنان تلاش می‌کرد. در بحبوحه حملات اسراییل، مجلس لبنان، بشیر جمیل را به عنوان رئیس جمهور برگزید.

## ترور و رویدادهای پس از آن
در ۱۴ سپتامبر ۱۹۸۲، بشیر جمیل، ۹ روز پس از تحویل گرفتن مقام ریاست جمهوری لبنان و قبل از ادای سوگند رسمی، به همراه ۲۵ نفر از همراهانش، در مقر حزب فالانژ لبنان در منطقه اشرفیه، بیروت به وسیله انفجار بمب، به قتل رسید. قتل بشیر جمیل ضربهٔ بزرگی بر حزب فالانژ بود.
پس از دو روز از قتل بشیر جمیل، شبه‌نظامیان فالانژ، به انتقام ترور بشیر جمیل، رئیس جمهور لبنان، به دو اردوگاه صبرا و شتیلا در جنوب لبنان وارد شدند و بین ۷۰۰ تا ۳۵۰۰ نفر از فلسطینیان را به انتقام قتل بشیر جمیل به قتل رساندند.
برادر بشیر به نام امین جمیل رئیس جمهور بعدی لبنان شد.

## در فرهنگ عامه
- فیلم والس با بشیر، ساخته سال ۲۰۰۸ میلادی، محصول کشور اسرائیل.

## جستار‌‌های وابسته
- امین جمیل
- جنگ داخلی لبنان
- حبیب شرتونی
- حزب فالانژ لبنان
- کشتار صبرا و شتیلا